# Unser Paradies
Unser Paradies (fr.: Notre paradis) ist ein französischer Spielfilm von Gaël Morel aus dem Jahr 2011. 

## Handlung
Vassili ist ein Pariser Stricher, der sich nur schwer damit abfinden kann, dass er für seinen Beruf zu alt wird. Er schlägt zurück, indem er einen seiner Kunden erwürgt, der sich über sein Alter geäußert hatte. Später in der Nacht findet er im Bois de Boulogne (einem Cruising-Park) einen bewusstlosen Teenager, der offenbar ebenfalls Stricher ist und geschlagen und ausgeraubt wurde. Der Junge behauptet, sich weder an seinen Namen noch an irgendetwas anderes aus seiner Vergangenheit zu erinnern, also nimmt Vassili ihn mit in seine Wohnung und tauft ihn aufgrund seines engelsgleichen Aussehens und eines Engelstattoos auf seinem Bauch auf den Namen Angelo. Die beiden beginnen eine zunächst rein sexuelle Beziehung, die sich später zu einer romantischen Verbindung und einer Komplizenschaft an Serienmorden an älteren schwulen Männern entwickelt.

## Rezeption
„Trotz ausdrucksstarker Darsteller kann der Film seine ‚amour fou‘ nie nachfühlbar gestalten, weil er trotz exzessiver körperlicher Intimität keine Nähe zu den Protagonisten herstellt. So hangelt er sich von Mord- zu Mordszene und von Sex- zu Sexszene, ohne die zwischenzeitlich aufscheinenden Thriller-Elemente sinnstiftend auszubauen.“